# Whiskey Cavalier
Whiskey Cavalier je americký komediální a dramatický televizní seriál, jehož tvůrcem je Dave Hemingson. Hlavní role hrají Scott Foley, Lauren Cohan, Ana Ortiz a Tyler James Williams. Seriál měl premiéru dne 24. února 2019 na stanici ABC.
Dne 12. května 2019 stanice zrušila seriál po odvysílání první řady, přesto že distributor Warner Bros. Television potvrdil, že se seriál snaží prodat jiným stanicím.

## Děj
Seriál sleduje dobrodružství FBI agenta Willa Chase (krycí jméno: Whiskey Cavalier), který si prožil velmi emoční rozchod. Nyní musí společně s CIA agentkou Francescou „Frankie“ Trowbridge (krycí jméno: Fiery Triburne) spolupracovat. Společně vedou tým špionů, kteří pravidelně zachraňují svět (a jeden druhého) a snaží se vypořádat se zamotanou cestou přátelství, romantiky a firemní politiky.

## Obsazení

### Hlavní role
- Scott Foley jako FBI speciální agent Will Chase/Whiskey Cavalier
- Lauren Cohan jako CIA agentka Francesca "Frankie" Trowbridge/Fiery Tribune
- Ana Ortiz jako Susan Sampson
- Tyler James Williams jako analytik NSA Edgar Standish
- Josh Hopkins jako FBI speciální agent Ray Prince
- Vir Das jako CIA agent Jai Datta

### Vedlejší role
- Dylan Walsh jako Alex Ollerman
- Marika Domińczyk jako Martyna „Tina“ Marek
- Christa Miller jako Kelly Ashland

## Jednotlivé díly
| Č. v seriálu | Č. v řadě | Původní název                   | Režie             | Scénář                         | Premiéra v USA  |
| ------------ | --------- | ------------------------------- | ----------------- | ------------------------------ | --------------- |
| 1            | 1         | Pilot                           | Peter Atencio     | David Hemingson                | 19. února 2019  |
| 2            | 2         | The Czech List                  | Peter Atencio     | Adam Szykiel                   | 6. března 2019  |
| 3            | 3         | When in Rome                    | Peter Atencio     | David Hemingson                | 13. března 2019 |
| 4            | 4         | Mrs. & Mr. Trowbridge           | Zach Braff        | Sheri Elwood                   | 20. března 2019 |
| 5            | 5         | The English Job                 | Amanda Marsalis   | Rick Muirragui                 | 27. března 2019 |
| 6            | 6         | Five Spies and a Baby           | Michael Spiller   | Dean Lopata                    | 3. dubna 2019   |
| 7            | 7         | Spain, Trains, and Automobiles  | Matthew A. Cherry | Amy Pocha a Seth Cohen         | 10. dubna 2019  |
| 8            | 8         | Confessions of a Dangerous Mind | Jon East          | Jameel Saleem                  | 17. dubna 2019  |
| 9            | 9         | Hearts & Minds                  | Jon East          | Adam Higgs                     | 24. dubna 2019  |
| 10           | 10        | Good Will Hunting               | Romeo Tirone      | Erica Batty                    | 1. května 2019  |
| 11           | 11        | College Confidential            | Rob Bailey        | Kelsey Murray a Helen Berger   | 8. května 2019  |
| 12           | 12        | Two of a Kind                   | Daisy Mayer       | Ashley Darnall                 | 15. května 2019 |
| 13           | 13        | Czech Mate                      | Peter Atencio     | David Hemingson, Jameel Saleem | 22. května 2019 |

## Produkce

### Vývoj
Dne 24. října 2017 stanice oznámila produkci pilotního dílu, poté co několik stanic projevilo zájem o projekt. Za scénářem pilotního dílu stojí Dave Hemingston, který na projektu také pracuje jako vedoucí producent, společně s Billem Lawrencem a Jeffem Ingoldem. Pilotní díl produkovaly společnosti Doozer a Warner Bros. Television. Dne 16. února 2018 bylo oznámeno, že Peter Atencio bude režírovat pilotní díl a také se připojí k seznamu vedoucích producentů. Dne 11. května 2018 byla oznámena objednávka první řady. O pár dní později bylo oznámeno, že seriál bude mít premiéru na jaře roku 2019.
Dne 15. května 2018 stanice vydala první trailer. Pilotní díl se natáčel v Praze a v Paříži. Velká část atelierových záběrů se natáčela v pražských barrandovských studiích.

### Casting
Po oznámení produkce pilotního dílu, bylo potvrzeno, že Scott Foley si zahraje hlavní roli v seriálu. V únoru 2018 bylo oznámeno obsazení Lauren Cohan, Any Ortiz a Tylera Jamese Williamse.